# Daumenuntersatz

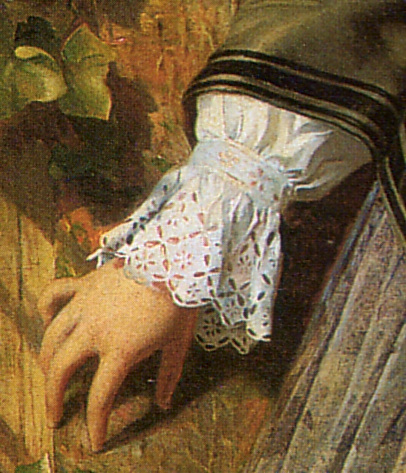
Aus dieser Position heraus kann sich der Daumen ungezwungen unter den Handteller bewegen.

Der Daumenuntersatz ist seit etwa Johann Sebastian Bach ein wichtiger Aspekt des Klavierspiels, insbesondere in Tonleitern und vergleichbaren Tonfolgen.

## Das Prinzip
Während Zeigefinger, Mittelfinger und gegebenenfalls Ringfinger spielen, bewegt sich der Daumen ausreichend weit unter den Handteller, anschließend schlägt er die dort liegende Taste an. Erst jetzt erfolgt der Lagenwechsel der Hand, indem die anderen Finger in die neue Lage aufrücken.
Beide Bewegungen werden sehr schnell nacheinander und dennoch fließend ausgeführt; auf diese Weise ermöglicht der Daumenuntersatz das Spiel einer Passage im Legato. 
Der Daumenuntersatz betrifft Folgen von mehr als fünf Tönen, die sich im Fall der linken Hand abwärts bewegen, im Fall der rechten Hand aufwärts. Der umgekehrte Vorgang (Mittelfinger oder Ringfinger legt sich über den Daumen und spielt die dort liegende Taste) heißt Fingerübersatz; beim sogenannten Fingerüberschlag dagegen legt sich z. B. der Ringfinger über den kleinen Finger.
Im klassischen Tonleiterspiel erfolgt der Daumenuntersatz immer abwechselnd nach Mittelfinger und Ringfinger; daneben ist auch das Untersetzen nach Zeigefinger und sogar kleinem Finger möglich.
Siehe auch: Fingersatz